# Hugo Franciscus van Heussen

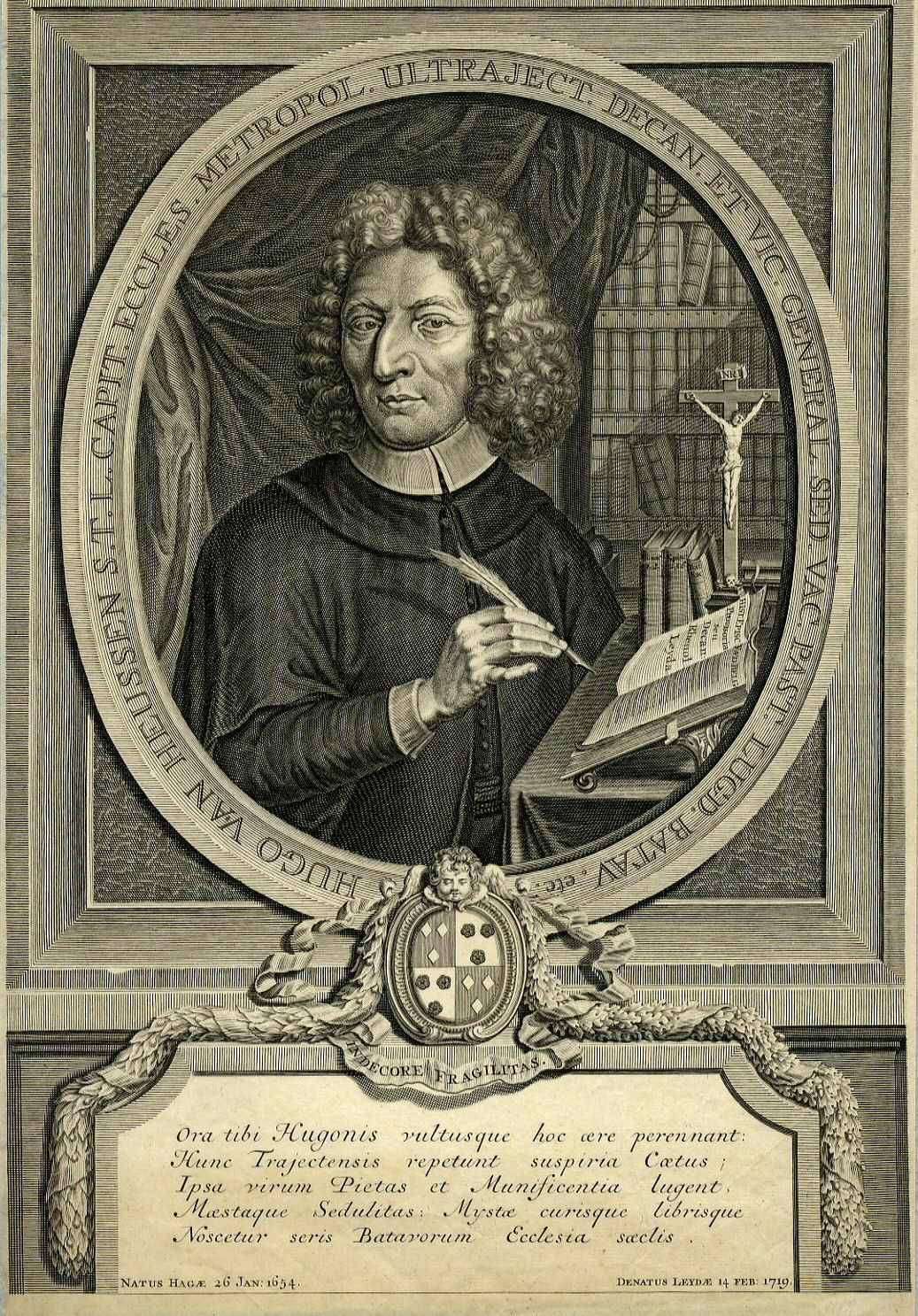

Hugo Franciscus van Heussen (Den Haag, 26 januari 1659 – Leiden, 14 februari 1719) was een Nederlands priester en geschiedschrijver. Hij was tevens coadjutor van de aartsbisschop van Utrecht Johannes van Neercassel en werd na diens dood door de kapittels van Haarlem en Utrecht voorgedragen als diens opvolger. De paus keurde deze benoeming echter niet goed. Wel werd hij later opnieuw tot provicaris benoemd.
Onder meerdere pseudoniemen heeft hij een omvangrijke bijdrage geleverd aan de beschrijving van de (kerkelijke) geschiedenis van Nederland en België. Zijn belangrijkste boeken zijn uit het Latijn vertaald door Hendrick van Rhijn:
- Batavia sacra, sive res gestae apostolicorum virorum, qui fidem Bataviae primi intulerunt (Brussel 1714, 2 dln.)
- Historia episcopatuum foederati Belgii (Leiden 1719, 2 dln.)

Van Heussen woonde, studeerde en werkte in Leiden, Leuven, Mechelen, Antwerpen en Parijs.
- Bibliothèque nationale de France: cb12043577z (data)
- Biografisch Portaal: 69536905
- Digitale Bibliotheek voor de Nederlandse Letteren: heus009
- Gemeinsame Normdatei: 13081699X
- International Standard Name Identifier: 0000 0000 6133 7361
- Library of Congress Control Number: n2021017241
- Nederlandse Thesaurus van Auteursnamen: 069986738
- Réseau des bibliothèques de Suisse occidentale: 02-A014205303
- RKD-Nederlands Instituut voor Kunstgeschiedenis: 475933
- Système universitaire de documentation: 083496661
- Virtual International Authority File: 71408997